# Серија А 2010/11.
Сезона 2010/11. Серије А била је 79. сезона од постојања ове лиге. Стартовала је 28. августа 2010, а последње коло је одиграно 22. маја 2011. године. Интер је бранио титулу.
У лиги се такмичило 20 клубова, 17 из претходне сезоне и 3 новајлије из друге лиге Лече, Чезена и Бреша. Милан сасвим заслужено освојио своју 18. титулу и тиме прекинуо петогодишњу доминацију најљућег ривала, Интера који је завршио на другом месту. Треће место, а уједно и најпријатније изненађење шампионата, је освојио Наполи, а у квалификације за Лигу Шампиона се пласирао Удинезе. Из лиге су испали Сампдорија, Бреша и Бари.
То је Миланом први Скудето још од 2004. године. То је уједно и прва титула за тренера Масимилијанија Алегрија. Милан је заслужено освојио титулу јер је први на табели скоро целу сезону, а титулу је освојио два кола пре краја шампионата. Уједно Милан је оба пута у току сезоне победио другопласирани Интер и трећепласирани Наполи. Назаслужнији за титулу су нападачки трио Златан Ибрахимовић, Алехандре Пато и Робињо, а велику удео има и одбрана (примила најмање голова) на челу са Тијагом Силвом.

## Завршна табела лиге
Завршна табела Серије А за сезону 2010/2011
| Поз | Клуб       | Оди | Поб | Нер | Изг | ДГ | ПГ | +/- | Бод | Коментари                      |
| --- | ---------- | --- | --- | --- | --- | -- | -- | --- | --- | ------------------------------ |
| 1   | Милан      | 38  | 24  | 10  | 4   | 65 | 24 | +41 | 82  | Лига шампиона 2011/12.         |
| 2   | Интер      | 38  | 23  | 7   | 8   | 69 | 42 | +27 | 76  | Лига шампиона 2011/12.         |
| 3   | Наполи     | 38  | 21  | 7   | 10  | 59 | 39 | +20 | 70  | Лига шампиона 2011/12.         |
| 4   | Удинезе    | 38  | 20  | 6   | 12  | 65 | 43 | +22 | 66  | Квалификације за Лигу шампиона |
| 5   | Лацио      | 38  | 20  | 6   | 12  | 55 | 39 | +16 | 66  | УЕФА лига Европе 2011/12.      |
| 6   | Рома       | 38  | 18  | 9   | 11  | 59 | 52 | +7  | 63  | УЕФА лига Европе 2011/12.      |
| 7   | Јувентус   | 38  | 15  | 13  | 10  | 57 | 47 | +58 | 55  |                                |
| 8   | Палермо    | 38  | 17  | 5   | 16  | 58 | 63 | -5  | 56  | УЕФА лига Европе 2011/12.      |
| 9   | Фјорентина | 38  | 12  | 15  | 11  | 49 | 44 | +5  | 51  |                                |
| 10  | Ђенова     | 38  | 14  | 9   | 15  | 45 | 47 | -2  | 51  |                                |
| 11  | Кјево      | 38  | 11  | 13  | 14  | 38 | 40 | -2  | 46  |                                |
| 12  | Парма      | 38  | 11  | 13  | 14  | 39 | 47 | -8  | 46  |                                |
| 13  | Катанија   | 38  | 12  | 10  | 16  | 40 | 52 | -12 | 46  |                                |
| 14  | Каљари     | 38  | 12  | 9   | 17  | 44 | 51 | -7  | 45  |                                |
| 15  | Чезена     | 38  | 11  | 10  | 17  | 38 | 50 | -12 | 43  |                                |
| 16  | Болоња     | 38  | 11  | 12  | 15  | 35 | 52 | -17 | 421 |                                |
| 17  | Лече       | 38  | 11  | 8   | 19  | 46 | 66 | -20 | 41  |                                |
| 18  | Сампдорија | 38  | 8   | 12  | 18  | 33 | 49 | -16 | 36  | Испали из лиге                 |
| 19  | Бреша      | 38  | 7   | 11  | 20  | 34 | 52 | -18 | 32  | Испали из лиге                 |
| 20  | Бари       | 38  | 5   | 9   | 24  | 27 | 56 | -29 | 24  | Испали из лиге                 |

Оди = Одиграни мечеви; Поб = Побеђени мечеви; Нер = Нерешени мећеви; Пор = Изгибљени мечеви; ДГ = Дати голови; ПГ = Примљени голови; +/- = Гол-разлика; Бод = Бодови
1 Болоњи одузета 3 бода
| Победник Серије А за сезону 2010/11: |
| Милан 18-а титула                    |

## Статистика у сезони

### Најбољи стрелци
| Поз | Стрелац            | Голова | Клуб             |
| --- | ------------------ | ------ | ---------------- |
| 1.  | Антонио ди Натале  | 28     | Удинезе          |
| 2.  | Едисон Кавани      | 26     | Наполи           |
| 3.  | Самјуел Ето        | 21     | Интер            |
| 4.  | Алесандро Матри    | 20     | Каљари/Јувентус  |
| 5.  | Марко Ди Вајо      | 19     | Болоња           |
| 6.  | Ђанпаоло Пацини    | 17     | Сампдорија/Интер |
| 7.  | Франческо Тоти     | 15     | Рома             |
| 8.  | Златан Ибрахимовић | 14     | Милан            |
| 8.  | Алехандре Пато     | 14     | Милан            |
| 8.  | Робињо             | 14     | Милан            |